# هری آیرس (بازیکن فوتبال)
هری آیرس (انگلیسی: Harry Ayres; ۱۰ مارس ۱۹۲۰ – ۵ مارس ۲۰۰۲) بازیکن فوتبال اهل بریتانیا بود.
از باشگاه‌هایی که در آن بازی کرده‌است می‌توان به باشگاه فوتبال گیلینگام و باشگاه فوتبال فولام اشاره کرد.